# 1979 في البرتغال
فيما يلي قوائم الأحداث التي وقعت خلال عام 1979 في البرتغال.

## سياسة

### انتهاء فترة المنصب
- 1 أغسطس – كارلوس موتا بينتو رئيس وزراء البرتغال.

## رياضة
- 1 يناير – كأس السوبر البرتغالي 1979 الفائز نادي بوافيشتا.

## مواليد

### يناير
- 3 يناير – سوزانا سانتوس سيلفا بوّاقة برتغالية.
- 11 يناير – راكاردو سوسا دا كروز لاعب كرة قدم برتغالي.
- 18 يناير – باولو فيريرا لاعب كرة قدم برتغالي.
- 24 يناير – تاتيانا سالم ليفي

### فبراير
- 8 فبراير – بيدرو ألفيس لاعب كرة قدم برتغالي.
- 8 فبراير – بيدرو جوليو ماركيز ريبيرو لاعب كرة قدم برتغالي.
- 9 فبراير – أندريه كوريا لاعب كرة قدم برتغالي.
- 9 فبراير – ماركو كانيرا لاعب كرة قدم برتغالي.
- 15 فبراير – ريكاردو فيليبي رودريغوس ماتوس لاعب كرة قدم برتغالي.
- 26 فبراير – بدرو منديز لاعب كرة قدم برتغالي.

### مارس
- 1 مارس – مارسيو سامبايو مدرب كرة قدم برتغالي.
- 8 مارس – بريغيل لاعب كرة قدم برتغالي.

### أبريل
- 17 أبريل – ماورو باستوس لاعب كرة قدم برتغالي.
- 18 أبريل – ريجيولا لاعب كرة قدم برتغالي.

### مايو
- 24 مايو – مانويل كورتيز ممثل ألماني.

### يونيو
- 3 يونيو – فرنسيسكو كاسترو لاعب كرة قدم برتغالي.
- 10 يونيو – برناردو فاسكونسيلوس لاعب كرة قدم برتغالي.
- 10 يونيو – جواو بيريس منافِس أوليمبي برتغالي.
- 14 يونيو – لويس فيليبي لاعب كرة قدم برتغالي.
- 15 يونيو – جواو سانتوس لاعب كرة سلة برتغالي.
- 16 يونيو – أرنالدو بيريرا لاعب كرة قدم برتغالي.

### يوليو
- 14 يوليو – أرتور سواريس دياز
- 23 يوليو – أنطونيو بيدرو دي بريتو لوبيز لاعب كرة قدم برتغالي.

### أغسطس
- 14 أغسطس – فريدي لاعب كرة قدم برتغالي.
- 16 أغسطس – سيرجيو لايت لاعب كرة قدم برتغالي.
- 21 أغسطس – هومبيرتو لاعب كرة قدم برتغالي.

### سبتمبر
- 4 سبتمبر – بيدرو كاماتشو ملحن برتغالي.
- 6 سبتمبر – أليكساندر مارتينز لاعب كرة قدم برتغالي.
- 9 سبتمبر – بيدرو موتينهو لاعب كرة قدم برتغالي.
- 14 سبتمبر – ريكاردو بيريرا
- 16 سبتمبر – ريكاردو استيفيز لاعب كرة قدم برتغالي.
- 17 سبتمبر – آنا مورا مغنية برتغالية.

### أكتوبر
- 7 أكتوبر – ميلتون أندرادي فاز مينديز لاعب كرة قدم برتغالي.
- 9 أكتوبر – لويس ميغيل لاعب كرة قدم برتغالي.
- 11 أكتوبر – هوجو جوميز لاعب كرة قدم برتغالي.
- 24 أكتوبر – أورلاندو نيتو لاعب كرة قدم برتغالي.
- 25 أكتوبر – جواو لوكاس لاعب كرة قدم برتغالي.
- 31 أكتوبر – سيماو سابروسا لاعب كرة قدم برتغالي.

### نوفمبر
- 14 نوفمبر – نونو فيليبي مارتينز رودريغوس لاعب كرة قدم برتغالي.
- 22 نوفمبر – هيوغو رودريغويس ايم بيلوني لاعب كرة قدم برتغالي.
- 30 نوفمبر – فيليبي دا سيلفا لاعب كرة سلة برتغالي.

### ديسمبر
- 4 ديسمبر – جواو لورنسو لاعب كرة قدم برتغالي.
- 5 ديسمبر – باولو سيرجيو دا كوستا لاعب كرة قدم برتغالي.
- 6 ديسمبر – نونو جوميز لاعب كرة قدم برتغالي.
- 26 ديسمبر – جوزيه سيميدو لاعب كرة قدم.
- 31 ديسمبر – أليكساندر نيكا لاعب كرة قدم برتغالي.
- 31 ديسمبر – بياتريس غوميز كاياكيرة برتغالية.

## وفيات

### أغسطس
- 29 أغسطس – كارلوس أوتيرو (مواليد 1916)

### سبتمبر
- 11 سبتمبر – جيسوس كرسبو (مواليد 1899) لاعب كرة قدم برتغالي.